# Peristylus pseudophrys
Peristylus pseudophrys là một loài thực vật có hoa trong họ Lan. Loài này được (King & Pantl.) Kraenzl. mô tả khoa học đầu tiên năm 1901.